# Conchata Ferrell
Conchata Galen Ferrell (n. 28 martie 1943, Charleston, Virginia de Vest, SUA – d. 12 octombrie 2020, Sherman Oaks, Los Angeles, California, SUA) a fost o actriță americană, cel mai recent cunoscută pentru rolul menajerei Berta din sitcomul CBS Doi bărbați și jumătate pentru care a primit în 2005 și 2007 o nominalizare la Premiul Emmy pentru cea mai bună actriță în rol secundar într-un serial de comedie. A mai fost nominalizată în trecut pentru cea mai bună actriță în rol secundar într-un serial dramatic pentru rolul din L.A. Law.

## Viața personală
Ferrell s-a născut în Charleston, West Virginia, fata lui Luther Martin Ferrell și a lui Mescal Loraine și a crescut în Circleville, Ohio. Ea a mers la West Virginia University și a absolvit de la Marshall University cu o diplomă în studii sociale în educație. 
Ea a fost căsătorită cu Arnie Anderson cu care a avut o fiică, Samantha.

## Filmografie
| Anul         | Titlu                            | Rol                                    | Alte note        |
| ------------ | -------------------------------- | -------------------------------------- | ---------------- |
| 1974         | Maude                            | Rita Valdez                            | TV, 1 episod     |
| 1975         | Hot l Baltimore                  | April Green                            | TV, 13 episoade  |
| 1976         | Network                          | Barbara Schlesinger                    |                  |
| 1977         | The Rockford Files               | Ella Mae White                         | TV, 1 episod     |
| 1977         | Blansky's Beauties               | Nurse Gibbons                          | TV, 1 episod     |
| 1977         | Good Times                       | Miss Johnson                           | TV, 1 episod     |
| 1979         | The Love Boat                    | Bitsy                                  | TV, 2 episoade   |
| 1979         | Heartland                        | Elinore Randall Stewart                |                  |
| 1979–1981    | B. J. and the Bear               | Wilhemina "The Fox" Johnson            | TV, 5 episoade   |
| 1980         | Knots Landing                    | Mother                                 | TV, 2 episoade   |
| 1981         | Lou Grant                        | Myra Wexler                            | TV, 1 episod     |
| 1981         | McClain's Law                    | Vengie Cruise                          | TV, rol episodic |
| 1982         | Quincy, M.E.                     | Mrs. Werner                            | TV, 1 episod     |
| 1982         | Cagney & Lacey                   | Charlene                               | TV, 1 episod     |
| 1983         | St. Elsewhere                    | Gina Barnett                           | TV, 1 episod     |
| 1984–1985    | E/R                              | Asistenta Joan Thor                    | TV, 22 episoade  |
| 1986         | Where the River Runs Black       | Mother Marta                           |                  |
| 1987         | Night Court                      | Asistentă                              | TV, 1 episode    |
| 1987         | Sledge Hammer!                   | Judge Ida Grim                         | TV, 1 episod     |
| 1988         | For Keeps?                       | Mrs. Bobrucz                           |                  |
| 1988         | Who's the Boss?                  | Frances                                | TV, 1 episod     |
| 1988         | Mystic Pizza                     | Leona                                  |                  |
| 1988–1992    | L.A. Law                         | Susan Bloom                            | TV, 15 episoade  |
| 1989         | Murder, She Wrote                | Harriet Lundgren                       | TV, 1 episod     |
| 1989         | A Peaceable Kingdom              | Kate Galindo                           | TV, 9 episoade   |
| 1990         | Edward Scissorhands              | Helen                                  |                  |
| 1992–1993    | Hearts Afire                     | Dr. Ruth Colquist/Madeline Stoessinger | TV, 5 episoade   |
| 1993         | Samurai Cowboy                   | Bobbi Bob Pickette                     |                  |
| 1993         | Sirens                           | Mrs. Chattle                           | TV, 1 episod     |
| 1993         | True Romance                     | Mary Louise Ravencroft                 |                  |
| 1993         | Heaven & Earth                   | Bernice                                |                  |
| 1996         | Freeway                          | Mrs. Sheets                            |                  |
| 1996         | Minor Adjustments                | Mrs. Daisy Gotschel                    | TV, 1 episode    |
| 1996         | Walker, Texas Ranger             | Lureen Smith                           | TV, 1 episod     |
| 1997–1998    | Teen Angel                       | Pam                                    | TV, 17 episoade  |
| 1998         | Buffy the Vampire Slayer         | Nurse Greenliegh                       | TV, 1 episod     |
| 1999         | Touched by an Angel              | Irene                                  | TV, 1 episod     |
| 1999         | Two Guys and a Girl              | Shawn's Mother                         | TV, 1 episod     |
| 1999         | JAG                              | Deanne                                 | TV, 1 episod     |
| 1999         | Friends                          | The Judge                              | TV, 1 episod     |
| 2000         | Crime and Punishment in Suburbia | Bella                                  |                  |
| 2000         | Erin Brockovich                  | Brenda                                 |                  |
| 2001         | Popular                          | Calamity Jane                          | TV, 1 episod     |
| 2001         | ER                               | Mrs. Jenkins                           | TV, 1 episod     |
| 2001         | K-PAX                            | Betty McAllister                       |                  |
| 2002         | Sabrina, the Teenage Witch       | Bus Driver                             | TV, 1 episod     |
| 2002         | Mr. Deeds                        | Jan                                    |                  |
| 2003         | Becker                           | Pearl                                  | TV, 1 episod     |
| 2003         | Judging Amy                      | Maxine's Co-Worker                     | TV, 1 episod     |
| 2003–prezent | Two and a Half Men               | Berta                                  | TV, 126 episoade |
| 2008         | Kabluey                          | Kathleen                               |                  |

## Premii și nominalizări
| Anul | Premiu                  | Rezultat     | Categorie                                         | Munca                        |
| ---- | ----------------------- | ------------ | ------------------------------------------------- | ---------------------------- |
| 1974 | Drama Desk Award        | Câștigat     | Outstanding Performance                           | The Sea Horse                |
| 1974 | Theatre World Award     | Câștigat     |                                                   | The Sea Horse                |
| 1981 | Western Heritage Awards | Câștigat     | Bronze Wrangler                                   | Heartland (Shared with cast) |
| 1992 | Emmy Award              | Nominalizată | Outstanding Supporting Actress in a Drama Series  | L.A. Law                     |
| 2005 | Emmy Award              | Nominalizată | Outstanding Supporting Actress in a Comedy Series | Two and a Half Men           |
| 2007 | Emmy Award              | Nominalizată | Outstanding Supporting Actress in a Comedy Series | Two and a Half Men           |